# 2006年嘉義市選舉區立法委員缺額補選
中華民國第六屆立法委員嘉義市選舉區缺額補選，為中華民國嘉義市選區原任第6屆立法委員黃敏惠（中國國民黨籍）因於第7屆嘉義市市長選舉當選而須依法辭去立法委員後所進行的選舉。由於嘉義市選區在第6屆立法院共有2席立法委員，因此黃敏惠所留下的缺額是選區總席次的一半以上，且任期還不到一半，依法必需辦理補選。選舉於2006年3月11日舉行。最後中國國民黨提名的江義雄以3,038票的微幅差距，險勝泛綠陣營共同推舉的前嘉義市長陳麗貞，首度當選立法委員。

## 政治背景
傳統上，嘉義市選民以支持黨外及泛綠者為多，泛綠泛藍基本盤大約在55%比45%左右，唯近年來藍綠已呈現勢均力敵的態勢。自升格為省轄市以來，嘉義市曾經連續20多年由著名女醫師、黨外人士許世賢以及她的兩個女兒，前衛生署長張博雅和張文英執政。由於長期以無黨籍的身份在地方執政，她們母女被稱為「許家班」，並被視為著名的政治世家之一。也因為在過去長年由黨外人士及泛綠人士主政，泛綠人士往往稱嘉義市為「民主聖地」。然而，此現象在2005年由國民黨提名的時任立委黃敏惠打破，甚至一舉擊敗民進黨籍的時任嘉義市長陳麗貞，使得嘉義市的政黨版圖一夕翻盤。

## 政黨初選

### 泛綠陣營
泛綠陣營內部最初有甫於2005年底連任失利的民主進步黨前嘉義市市長陳麗貞、以及2004年底代表台灣團結聯盟參選嘉義市選區立法委員、成為落選頭的凌子楚等兩人有意參選。凌子楚曾於2005年底的嘉義市長選戰中，力挺爭取連任的陳麗貞，並擔任競選總部發言人。民主進步黨和台灣團結聯盟於2006年1月25日進行協調，達成「泛綠整合，民調決定，共同推薦，共同輔選」等四大合作協議，由兩黨以2月6日進行的初選民調，共推一位候選人。最後，陳麗貞以三成三的支持度勝出，成為泛綠共推的候選人。
泛綠陣營初選民調結果
| 政黨 | 政黨         | 候選人 | 支持率 | 提名 |
| ---- | ------------ | ------ | ------ | ---- |
|      | 民主進步黨   | 陳麗貞 | 33.10% |      |
|      | 台灣團結聯盟 | 凌子楚 | 32.71% |      |

### 中國國民黨
由於親民黨內無人表態參選，故泛藍陣營內部最後只有中國國民黨舉行政黨初選，並由曾任國民大會代表、參選嘉義市長落敗的中正大學教授江義雄勝出獲得提名。
中國國民黨初選結果
| 政黨 | 政黨       | 候選人 | 提名 |
| ---- | ---------- | ------ | ---- |
|      | 中國國民黨 | 江義雄 |      |
|      | 中國國民黨 | 蕭淑麗 |      |
|      | 中國國民黨 | 簡明哲 |      |
|      | 中國國民黨 | 鄭榮貴 |      |

## 競選過程

### 電視公辦政見會
嘉義市第六屆立委補選候選人電視公辦政見會於2006年1月25日舉行：
- 中國國民黨候選人江義雄訴求「一黨一席，政黨平衡」，嘉義市兩席立委，其中一席是民進黨，另一席應留給國民黨，讓泛藍繼續成為立法院多數。江義雄並表示自己將「對政府嚴格監督、打擊貪污腐化，推動嘉義地區生物科技與精緻農業發展，設立社區化托育服務網路，推動學童課後安親輔導服務團，建置青少年活動中心，成立法律諮詢服務處，協助青年創業，解決卡奴、卡債等問題」。
- 泛綠共推的候選人陳麗貞則表示如果讓她當選，可與民進黨籍立委蔡同榮、僑選立委莊和子「三席齊綠」，才能創造嘉義市最大的利益。陳麗貞亦表示「嘉義市立委補選，攸關國會安定的一席。目前泛藍是國會脆弱的多數，讓我當選，剛好讓立法院藍綠平席，這樣國家的軍購、治水等預算，就有過關的機會，請選民支持我，終結立法院的亂象」。

### 民意調查
| 民調來源 | 完成日期     | 江義雄 | 陳麗貞 | 未表態 |
| -------- | ------------ | ------ | ------ | ------ |
| TVBS     | 2006年2月9日 | 44%    | 36%    | 20%    |
| TVBS     | 2006年3月9日 | 45%    | 36%    | 20%    |

### 投票率及得票率預估
| 預估來源 | 完成日期     | 投票率 | 江義雄 | 陳麗貞 |
| -------- | ------------ | ------ | ------ | ------ |
| TVBS     | 2006年2月9日 | 65%    | 52%    | 48%    |
| TVBS     | 2006年3月9日 | 50%    | 53%    | 47%    |

## 選舉結果
第6屆嘉義市選舉區立法委員缺額補選結果
| 號次   | 政黨   | 政黨                      | 候選人 | 得票數 | 得票率 | 狀態   |  |
| ------ | ------ | ------------------------- | ------ | ------ | ------ | ------ |  |
| 1      |        | 民主進步黨 · （泛綠共推） | 陳麗貞 | 39,841 | 48.16% |        |  |
| 2      |        | 中國國民黨                | 江義雄 | 42,879 | 51.84% |        |  |
| 投票數 | 投票數 | 投票數                    | 投票數 | 83,109 | 83,109 | 83,109 |  |
| 投票率 | 投票率 | 投票率                    | 投票率 | 42.48% | 42.48% | 42.48% |  |

## 政治影響
嘉義市立委補選後立法院席次分佈
|  | 黨團                 | 席次 |  |
|  | -------------------- | ---- |  |
|  | 中國國民黨黨團       | 88   |  |
|  | 親民黨黨團           | 24   |  |
|  | 無黨團結聯盟黨團     | 8    |  |
|  | 泛藍陣營小計         | 120  |  |
|  | 民主進步黨黨團       | 88   |  |
|  | 台灣團結聯盟黨團     | 12   |  |
|  | 泛綠陣營小計         | 100  |  |
|  | 無黨籍               | 1    |  |
|  | 其他政黨及無黨籍小計 | 1    |  |